# Disjonction logique
La disjonction logique, ou disjonction non exclusive, ou disjonction inclusive, de deux assertions est une façon d'affirmer qu'au moins une de ces deux assertions est vraie (la première, la deuxième, ou les deux).
Dans le langage logique ou mathématique, et dans les domaines techniques qui l'emploient, elle se traduit par le OU logique, un opérateur logique dans le calcul des propositions. La proposition obtenue en reliant deux propositions par cet opérateur s'appelle également leur disjonction ou leur somme logique. La disjonction de deux propositions P et Q est vraie quand l'une des propositions est vraie, et est fausse quand les deux sont simultanément fausses.

## Règles de la disjonction
En théorie de la démonstration, plus particulièrement dans la déduction naturelle et le calcul des séquents, la disjonction est régie par des règles d'introduction et des règles d'élimination.

## Notation de la disjonction de 2 termes
La disjonction de deux termes P et Q s'écrit : {\textstyle P\lor Q} et se lit « P ou Q »
Le symbole « {\textstyle \vee } » s'appelle connecteur de disjonction. Il est inscrit dans le standard Unicode sous le point de code U+2228 (∨), nommé LOGICAL OR (« Ou logique »).

## Table de vérité
En logique classique, l'interprétation du connecteur ∨ peut être faite par une table de vérité.  
| P    | Q    | P ∨ Q |
| ---- | ---- | ----- |
| vrai | vrai | vrai  |
| vrai | faux | vrai  |
| faux | vrai | vrai  |
| faux | faux | faux  |

Boole, par analogie étroite avec les mathématiques ordinaires, imposa dans la définition de x + y, la condition d'exclusion mutuelle de x et y. William Jevons, et pratiquement tous les logiciens en mathématiques qui lui succédèrent, préconisèrent pour diverses raisons l'emploi d'une définition de la somme logique ne rendant pas obligatoire l'exclusion mutuelle.
La disjonction que nous avons décrite est un opérateur binaire, ce qui signifie qu'elle combine deux propositions en une seule. Cependant, nous pouvons enchaîner des disjonctions, en considérant par exemple A  ∨ B ∨ C, qui est par définition l'une ou l'autre des deux propositions logiquement équivalentes (A ∨ B) ∨ C ou A ∨ (B ∨ C). Cette proposition est vraie quand l'une des propositions A, B, ou C est vraie. L'enchaînement des conjonctions est rendu possible grâce à l'associativité du  ∨. L'opérateur est également commutatif ; A ∨ B est équivalent à B ∨ A.

## Notation de la disjonction n-aire
Tout comme on peut noter la somme arithmétique d’une série de termes à l’aide d'un sigma majuscule {\textstyle \sum }, on peut noter une disjonction (somme logique) d’une série de termes ({\displaystyle a_{m},\ldots ,a_{n}}) à l’aide du symbole similaire au connecteur de disjonction {\textstyle \vee } mais de grand taille {\textstyle \bigvee }.
La somme logique de la variable ai pour i allant de m à n peut ainsi s'écrire :
{\displaystyle \bigvee _{i=m}^{n}a_{i}=a_{m}\lor a_{m+1}\lor \ldots a_{n-1}\lor a_{n}}
Ici i représente l'indice ; ai est une variable indexée représentant chaque nombre successif de la série ; m est la limite inférieure de l'opération, et n est sa limite supérieure. Le « i = m » sous le symbole {\textstyle \bigvee } signifie que l'indice i débute avec la valeur m. L'indice, i, est incrémenté de 1 à chaque itération, et s'arrêtant quand i = n.
Ce symbole {\textstyle \bigvee } est inscrit dans le standard Unicode sous le point de code U+22C1 (⋁), nommé N-ARY LOGICAL OR (« Ou logique n-aire »).

## Propriétés de la disjonction
Soient P, Q et R trois propositions.
Idempotence du « ou » :
(P ∨ P) ⇔ P
Commutativité du « ou » :
(P ∨ Q) ⇔ (Q ∨ P) 
Associativité du « ou » :
((P ∨ Q) ∨ R) ⇔ (P ∨ (Q ∨ R)) 
La négation d'une disjonction est la conjonction des négations : 
¬  (P ∨ Q) ⇔ ((¬  P) ∧ (¬  Q)) 
La négation d'une conjonction est la disjonction des négations : 
¬  (P ∧ Q) ⇔ ((¬  P) ∨ (¬  Q)) 
Distributivité de « ou » par rapport à « et » :
(P ∨ (Q ∧ R)) ⇔ ((P ∨ Q) ∧ (P ∨ R)) 
Distributivité de « et » par rapport à « ou » :
(P ∧ (Q ∨ R)) ⇔ ((P ∧ Q) ∨ (P ∧ R))  
La notion correspondante en théorie des ensembles est la réunion.

## «Et/ou»
On trouve parfois l'expression « et/ou ». C'est un calque de l’anglais and/or, dont l'usage est soit accepté, soit critiqué comme un barbarisme redondant au motif que le sens serait exactement le même que la conjonction de coordination « ou » toute seule déjà implicitement inclusive.
Cependant, dans le langage courant, si le contexte est sans ambiguïté, par exemple lorsque nous demandons « prendrez-vous du café ou du thé ? » — on suppose que la personne sollicitée ne prendra pas les deux —, il arrive que « ou » indique une alternative et possède le même sens que « ou bien ». De même avec « fromage ou dessert », le contexte du restaurant sous-entend que l'on ne peut pas avoir les deux. 
En cas de contexte ambigu, on peut prendre l'initiative de clarifier en reformulant :
- par exemple, pour indiquer une disjonction inclusive (ou inclusif) :
« <choix A> ou <choix B>, ou les deux »
« <choix A> ou <choix B>, ou l'un comme l'autre »
« <choix A> ou <choix B>, peu importe »
- par exemple, pour indiquer une disjonction exclusive (ou exclusif) :
« <choix A> ou bien <choix B> ».
« <choix A> ou sinon <choix B> ».
« <choix A> ou <choix B>, mais pas les deux »
« soit <choix A>, soit <choix B> ».